# Liberty TV
Liberty TV – francuska telewizja telezakupowa wyspecjalizowana w sprzedaży ofert turystycznych.
Jej polskim odpowiednikiem są Podróże TV. W tym kraju Liberty TV można oglądać poprzez niekodowany przekaz cyfrowy z satelity Hot Bird.  